# Lissarca stationis
Lissarca stationis är en musselart som beskrevs av Fleming 1948. Lissarca stationis ingår i släktet Lissarca och familjen Philobryidae. Inga underarter finns listade i Catalogue of Life.